# Kraskowo (powiat kętrzyński)
Kraskowo (niem. Schönfließ, Gross Schönau) – wieś w Polsce położona w województwie warmińsko-mazurskim, w powiecie kętrzyńskim, w gminie Korsze. Do 1954 roku siedziba dawnej gminy Kraskowo. Wieś wraz z przysiółkiem Polany jest obecnie siedzibą sołectwa.
Wg stanu na dzień 08.10.2004 r. Kraskowo zamieszkiwało 166 osób.

## Część wsi
| SIMC    | Nazwa  | Rodzaj     |
| ------- | ------ | ---------- |
| 0478782 | Polany | przysiółek |

## Położenie geograficzne
Wieś jest położona w południowej części gminy Korsze. Pod względem historycznym miejscowość leży w Prusach Dolnych, na obszarze dawnej pruskiej Barcji. Pod względem fizycznogeograficznym wieś jest położona na granicy dwóch mezoregionów: Pojezierza Mrągowskiego (południowa część wsi) i Niziny Sępopolskiej (część północna). Ukształtowanie powierzchni wsi i okolic jest pagórkowate.
Na wschód od wsi, w bezpośrednim sąsiedztwie przysiółka Polany, rozciąga się Łankiejmski Las (niem. Langheimer Forst), na południe zaś w kierunku Babieńca znajduje się Tołkiński Las (niem. Tolksdorfer Wald).

## Historia
Wieś czynszowa założona w 1372 roku na prawie chełmińskim. Gotycki kościół w Kraskowie wybudowano na przełomie XIV i XV wieku. W czasach reformacji przejęli go ewangelicy (był w ich posiadaniu do 1945 r.). Podobnie jak kościół w Łankiejmach był uszkodzony przez orkan w 1817 r. Kompleksowo odbudowano w latach 1875-1876. Przez długi czas wieś była w posiadaniu rodu von Eglofsteinów.
W 1785 roku Kraskowo miało 43 domy mieszkalne, a w 1818 roku 35 gospodarstw i dom leśny oraz 260 mieszkańców. W pocz. XX wieku liczba ludności wzrosła i wynosiła w 1910 – 517, a w 1933 roku – 578. Według spisu z 17 maja 1939 roku we wsi żyło 566 osób. Wieś należała do 1945 roku do okręgu urzędu policyjnego Tołkiny (Amtsbezirk Tolksdorf), obejmującego 3 gminy: Babieniec, Kraskowo i Tołkiny.
Od 1945 roku w granicach Polski, początkowo w Okręgu mazurskim, w latach 1946–1975 w tzw. dużym województwie olsztyńskim, a w latach 1975–1998 w tzw. małym województwie olsztyńskim.
W 1945 roku nazwę wsi zmieniono na Potok. Od 1945 roku siedziba gminy. W 1954 roku powstała gromada Kraskowo. W 1960 roku w gromadzie Kraskowo mieszkało 2078 osób.
W 1970 roku Kraskowo liczyło 330 mieszkańców. W tymże roku były tu ośmioklasowa szkoła podstawowa, przedszkole (16 dzieci), biblioteka, sala kinowa na 90 miejsc.
W 1973 roku sołectwo Kraskowo należało do gminy Kętrzyn. W 1975 roku Kraskowo przyłączono do gminy Korsze.

## Zabytki
- Gotycki kościół z XV wieku[10]. Z tego okresu zachowany jest korpus nawowy, dolny poziom wieży i więźba storczykowa. Wyższe kondygnacje wieży zostały dodane w XIX w. Ołtarz główny (ściślej nastawa ołtarza) w kościele pochodzi z 1645 roku, zaś ambona z 1648. Ponadto w kościele zachowało się epitafium autorstwa Jana Krzysztofa Boethkego z obrazem Ukrzyżowanie oraz mosiężny dzwon z 1622 roku odlany przez Matthisa Uhlego[11]. Skromny wygląd wnętrza jest wynikiem zmian dokonanych po 1945 roku - w ich wyniku usunięto boczną emporę, zdekompletowano organy, przekształcono środkową część manierystycznego ołtarza, zmieniono posadzkę, przemalowano wnętrze oraz usunięto stalle.
- Cmentarz przykościelny[10].

## Komunikacja
- We wsi przy drodze wojewódzkiej , biegnącej z Bartoszyc do Kętrzyna i Giżycka, znajdują się dwa przystanki autobusowe.
- W odległości 4,5 km od Kraskowa znajduje się przystanek kolejowy Tołkiny położony przy linii kolejowej nr 38: Bartoszyce – Korsze – Kętrzyn – Ełk – Białystok.

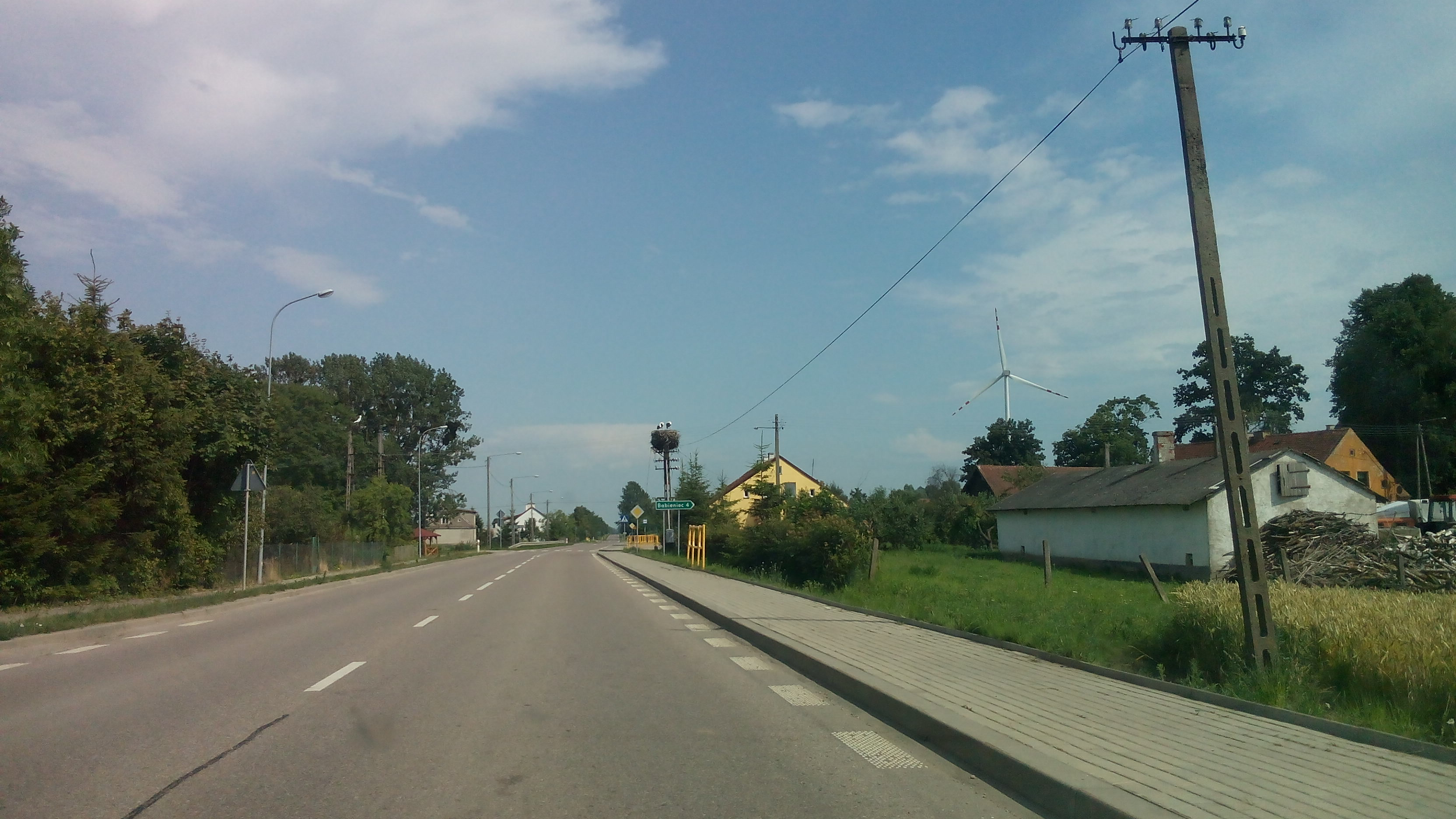
Droga wojewódzka nr 592 przebiegająca przez Kraskowo